# کلاین (ویرجینیای غربی)
کلاین (به انگلیسی: Kline) یک منطقهٔ مسکونی در ایالات متحده آمریکا است که در شهرستان پندلتن، ویرجینیای غربی واقع شده‌است.